# 뉴 햄프셔 호텔
《뉴 햄프셔 호텔》(영어: The Hotel New Hampshire)은 미국, 영국, 캐나다에서 제작된 토니 리처드슨 감독의 1984년 코미디 드라마 영화이다. 조디 포스터, 보 브리지스, 롭 로, 나스타샤 킨스키, 윌퍼드 브림리, 어맨다 플러머, 매슈 모딘, 세스 그린 등이 출연하였고, 닐 하틀리 등이 제작에 참여하였다.

## 출연진
- 조디 포스터
- 보 브리지스
- 롭 로
- 나스타샤 킨스키
- 리사 베인스
- 폴 매크레인
- 제니퍼 던대스
- 윌퍼드 브림리
- 세스 그린
- 매슈 모딘
- 월리스 숀
- 어맨다 플러머
- 어니타 모리스
- 도시 라이트
- 저넬 앨런
- 월터 매시

## 기타 제작진
- 협력 제작: 노먼 트웨인, 빌 스콧
- 배역: 하워드 퓨어, 제러미 리처
- 미술·의상: 조슬린 허버트